# Cleptocaccobius lamottei
Cleptocaccobius lamottei là một loài bọ cánh cứng trong họ Bọ hung (Scarabaeidae).